# Alandi
Alandi (o Alandi-Devachi) è una città dell'India di 17.561 abitanti, situata nel distretto di Pune, nello stato federato del Maharashtra. In base al numero di abitanti la città rientra nella classe IV (da 10.000 a 19.999 persone).

## Geografia fisica
La città è situata a 18° 40' 0 N e 73° 54' 0 E e ha un'altitudine di 576 m s.l.m..

## Società

### Evoluzione demografica
Al censimento del 2001 la popolazione di Alandi assommava a 17.561 persone, delle quali 9.811 maschi e 7.750 femmine. I bambini di età inferiore o uguale ai sei anni assommavano a 2.199, dei quali 1.133 maschi e 1.066 femmine. Infine, coloro che erano in grado di saper almeno leggere e scrivere erano 12.841, dei quali 7.913 maschi e 4.928 femmine.